# Syntomeida ferox
Syntomeida ferox là một loài bướm đêm thuộc phân họ Arctiinae, họ Erebidae.